# پرینزهف

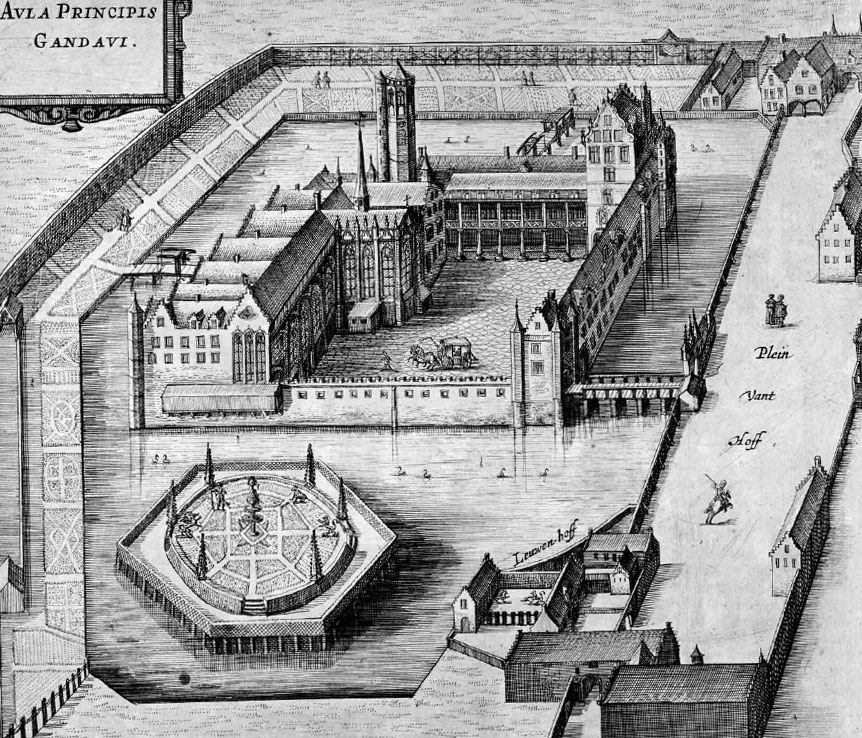
سیاه‌قلم پرینزهف مربوط به قرن هفدهم

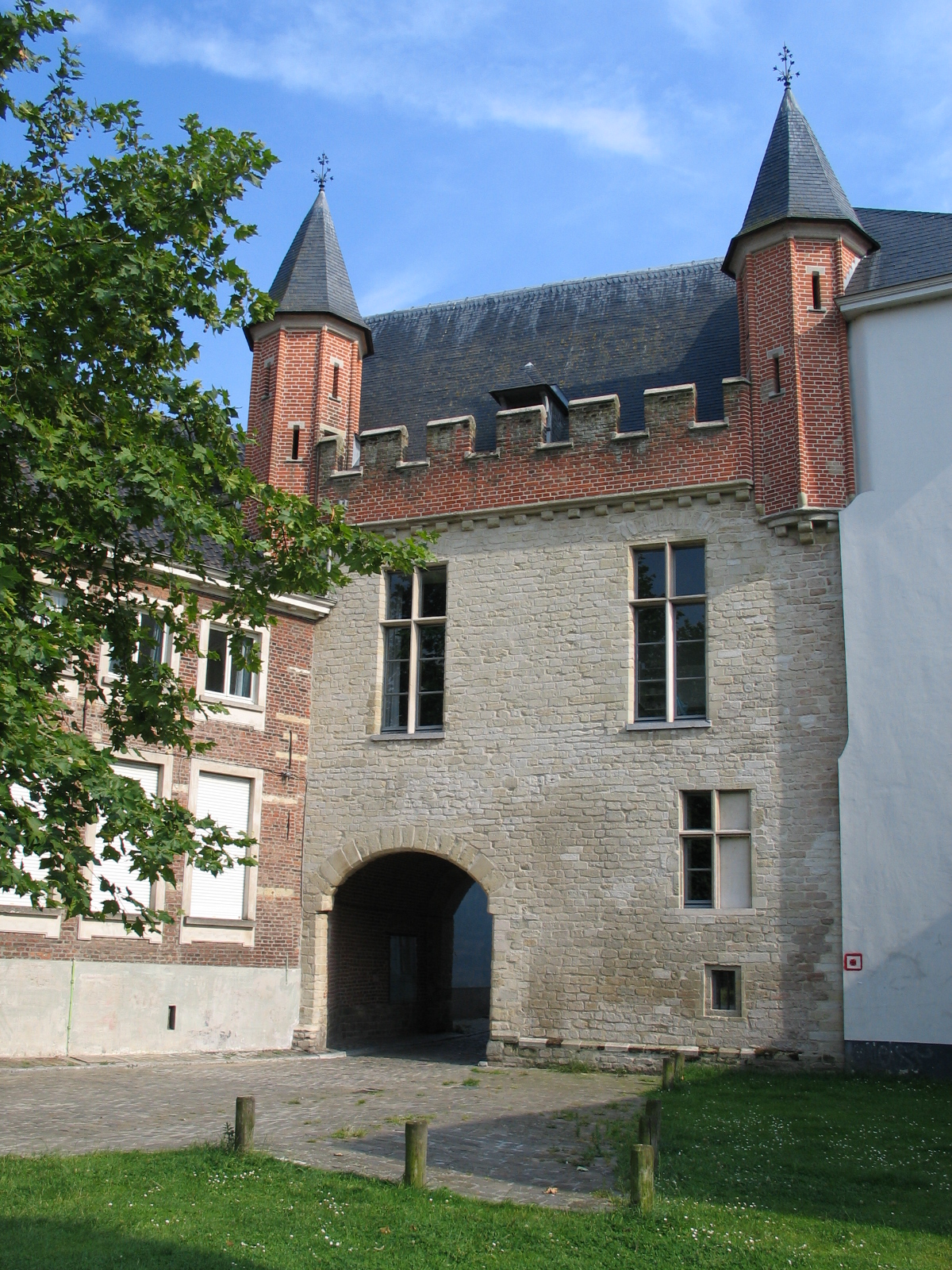
ورودی پرینزهف.

پرینْزْهُف (هلندی: Prinsenhof) نام اقامتگاهی بود که از قرن پانزدهم میلادی به بعد کنت‌های ناحیهٔ فلاندرز معمولاً در آن سکونت می‌کردند.